# William's Harbour
William's Harbour est une localité insulaire située sur la côte de l'océan Atlantique à l'est du Labrador, dans la partie continentale de la province de Terre-Neuve-et-Labrador au Canada.